# Theo van Gogh
Theodoor "Theo" van Gogh (Haag, 23. srpnja 1957. – 2. studenoga 2004.) bio je nizozemski filmski redatelj, producent, novinar kolumnist, pisac i glumac. Praunuk je Thea van Gogha, brata slikara Vincenta van Gogha.

## Životopis

### Kolumnist
80-ih godina 20. stoljeća Van Gogh je radio kao kolumnist, tijekom godina rabio je kolumne kako bi iskazao svoje neslaganje s političarima, glumcima, filmskim redateljima, piscima i ostalima koje je smatrao da su dijelom "sustava". Time je postao kontroverzni kolumnist koji uživa u provokacijama. 

### Filmski rad
Van Gogh je radio sa somalijskom spisateljicom Ayaan Hirsi Ali na produkciji filma Potčinjavanje, koji kritički govori o statusu žena u islamu. 2 studenoga 2004. ubio ga je Mohammed Bouyeri, nizozemsko-marokanski musliman. Posljednji film koji je dovršio prije smrti je 06/05, izmišljena priča o ubojstvu političara Pima Fortuyna.